# Ville des Capitales
Le Ville des Capitales (en russe : Город столиц) est un ensemble de deux gratte-ciel de Moscou situé dans le nouveau quartier financier de la capitale russe : Moskva-City. 
Le complexe a été construit par Capital Group.
Le plus petit des deux immeubles est nommé en l'honneur de Saint-Pétersbourg et mesure 256,90 mètres pour 62 étages. Le plus grand est nommé en l'honneur de Moscou et mesure 301,60 mètres pour 77 étages. L'ensemble a été terminé en 2009 et a été jusqu'en 2012 le plus haut gratte-ciel d'Europe avec 301,60 mètres de hauteur.